# Beaumetz
Beaumetz is een gemeente in het Franse departement Somme (regio Hauts-de-France) en telt 170 inwoners (1999). De plaats maakt deel uit van het arrondissement Amiens.

## Geografie
De oppervlakte van Beaumetz bedraagt 6,3 km², de bevolkingsdichtheid is 27,0 inwoners per km².
De onderstaande kaart toont de ligging van Beaumetz met de belangrijkste infrastructuur en aangrenzende gemeenten.

## Demografie
Onderstaande figuur toont het verloop van het inwonertal (bron: INSEE-tellingen).